# Veresmart község
Veresmart község (románul: Comuna Roșia) község Szeben megyében, Romániában. Központja Veresmart, beosztott falvai Dolmány, Hermány, Hortobágyfalva, Szászújfalu és Szentjánoshegy.

## Fekvése
Az Erdélyi-medence déli részén, Nagyszebentől keletre 18 kilométerre helyezkedik el. A DJ 106-os megyei úton közelíthető meg. Szomszédos községek és városok: északon Vurpód, délen Nagyszeben és Sellenberk, keleten Újegyház és Felek, nyugaton Nagycsűr.

## Népessége
1850-től a népesség alábbiak szerint alakult:
| Lakosok száma | 3756 | 3893 | 4269 | 4779 | 5400 | 5275 | 4700 | 4827 | 5241 | 6074 |
|               | 1850 | 1880 | 1900 | 1920 | 1941 | 1977 | 1992 | 2002 | 2011 | 2021 |

A 2011-es népszámlálás adatai alapján a község népessége 5241 fő volt, melynek 93,88%-a román. Vallási hovatartozás szempontjából a lakosság 88,07%-a ortodox és 4,69%-a baptista.

## Nevezetességei
A község területéről az alábbi épületek és építmények szerepelnek a romániai műemlékek jegyzékében:
- a dolmányi erődtemplom (LMI-kódja SB-II-a-A-12375)
- a dolmányi evangélikus parókia (SB-II-m-B-12372)
- a Dolmány 11. szám alatti lakóház (SB-II-m-B-12373)
- a Dolmány 12. szám alatti lakóház (SB-II-m-B-12374)
- a Hermány 120. szám alatti lakóház (SB-II-m-A-12346)
- a Hermány 224. szám alatti lakóház (SB-II-m-B-12347)
- a Nagyszeben–Szentágota keskeny nyomtávú vasút dolmányi, hermányi, hortobágyfalvi és veresmarti szakaszának létesítményei (SB-II-m-B-20923.46–56 és 71–73)
- a szászújfalui erődtemplom (SB-II-a-A-12487)
- a veresmarti erődtemplom (SB-II-a-A-12526)
- a veresmarti evangélikus parókia (SB-II-m-B-21006)

## Híres emberek
- Dolmányon született Georg Hoprich(wd) (1938–1969) költő.
- Veresmarton él Eginald Schlattner (1933) író, evangélikus lelkész.